# ZOV 56
«ZOV 56» (в некоторых публикациях название приводится в сокращенном виде — «ZOV») — документально-публицистическая, автобиографическая книга Павла Филатьева — российского десантника, участника вторжения России на Украину в ходе российско-украинской войны:
два месяца грязи, голода, холода, пота и ощущения присутствия рядом смерти...
Автор книги Павел Филатьев — политический эмигрант, написал эту книгу до своей эмиграции, сразу после возвращения из зоны военного конфликта. В этой книге, а затем и публично, Павел Филатьев осудил российско-украинскую войну и вторжение России на Украину.
Все права на книгу автором публично переданы гуманитарному проекту «Gulagu.net» и ассоциации «New dissidents foundation».
Книга написана автором по горячим следам происходящих событий, содержит весьма реалистичные описания этих событий, в некоторых местах — характерную для российской армии ненормативную лексику, множество эмоциональных высказываний и оценок автора. Первые непрофессиональные публикации книги вызвали широкую реакцию как на российских интернет-форумах, так и в международной прессе, в отзывах отмечаются как некоторые технические недочёты первой публикации текста, так и эмоциональность и реалистичность содержания книги.

## Исторические предпосылки сюжета
В 2014 году, после победы Евромайдана и смены власти на Украине, Россия начала осуществление одностороннего военного вмешательства на Украину. Российские войска фактически оккупировали и аннексировали регионы Украины — Автономную Республику Крым и Севастополь, после чего Россия фактически инициировала и поддержала военными средствами самопровозглашение на территории Украины территориальных образований ДНР и ЛНР, которые не признало мировое сообщество. До 2022 года все военные действия конфликта были локализованы на Донбассе и в Крыму, и Россия официально отрицала своё участие в них.
В начале 2022 года Россия уже открыто вторглась в Украину с нескольких направлений. Во вторжении на Украину с территории Крыма приняла участие 7-я гвардейская десантно-штурмовая дивизия ВС России, в составе которой на территорию Украины вошёл российский 56-й гвардейский десантно-штурмовой полк. Военнослужащим этого полка в это время являлся будущий автор книги «ZOV 56» Павел Филатьев, который, в течение около двух месяцев, принимал непосредственное участие в событиях оккупации Россией Херсонской и части Николаевской областей Украины.

## История создания книги
Автор начал писать книгу «ZOV 56» через полтора месяца после своего возвращения, по заболеванию из-за травмы глаз, с российско-украинской войны:

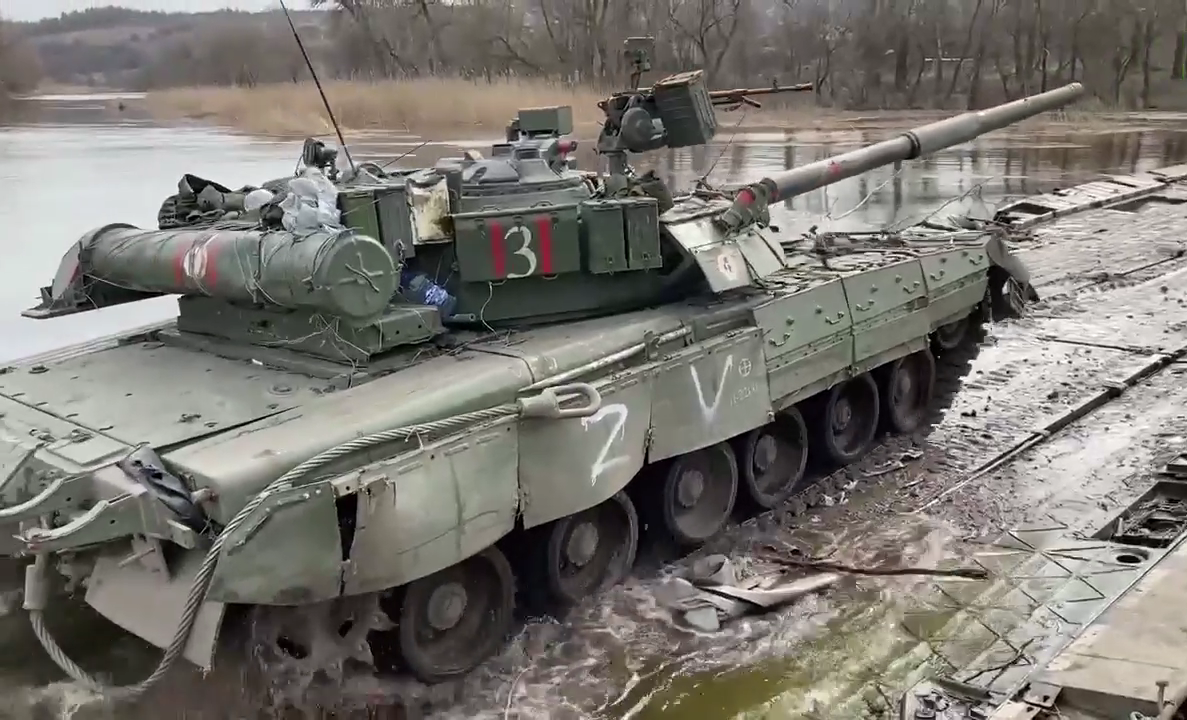
Российский танк с символами «Z» и «V» во время вторжения России на Украину в 2022 году

Флаг 56-й гвардейской десантно-штурмовой бригады ВС России

Вот уже прошло полтора месяца как я вернулся с войны на Украине, да-да, я знаю, что нельзя говорить это слово «война», его запретили, но всё-таки я буду говорить именно «война», поймите правильно, мне уже 33 года и всю жизнь говорю только правду, пусть даже себе во вред, вот такой «не правильный» и поделать с этим ничего не могу. Так вот, это - война, наша российская армия стреляет в украинскую, а та стреляет в ответ, там взрываются снаряды и ракеты... При этом гибнут военные с обеих сторон, а также и мирные жители которым «посчастливилось» жить там, где решили начать войну, называя ее «спецоперацией»... Сейчас я расскажу, как видеть эту войну пришлось мне и как вообще на неё попал. Мне известно об ответственности за распространение информации о своей службе, но скрывать это, для меня означает продолжать увеличивать потери...— «ZOV 56»

## Содержание
Описываются документальные автобиографические события из жизни Павла Филатьева.
Автор рассказывает о своем детстве в семье военнослужащего российской 56-й гвардейской десантно-штурмовой бригады ВС России:

...в 56 ДШБ я с 1993 года и его развал наблюдаю уже 30 лет...— «ZOV 56»
Павел Филатьев рассказывает о своем отце — военнослужащем 56 ДШБр и о своих детских воспоминаниях и впечатлениях о российской армии того времени:

Я помню 1999 год, начало войны в Чечне, тогда будучи подростком провожал отца, туда на войну... Это была качественно и принципиально другая армия. Это та армия, которую имели в 1999. Да, она была не идеальной, нуждалась в порядке и реформах, но армия того времени была на голову выше той что «нареформировали» за последние 23 года...— «ZOV 56»
Далее автор рассказывает о своей юности и гражданской жизни, затем подробно описывает свое возвращение, уже в качестве военнослужащего-десантника, в подразделение, в котором служил его отец и в котором прошло его собственное детство.

Гв.мл.с-т. Филатьев 6 ДШР 2 ДШБ, 56 ДШП, 7 ВДД...— «ZOV 56»
Основная часть содержания книги подробно описывает глазами очевидца существующие условия прохождения службы и порядки в российской армии 2022 года и подробности событий и впечатления «изнутри» десантно-штурмовой роты 56 ДШП, о первых двух месяцах вторжения России на Украину с территории Крыма. Подробно описывается захват и оккупация Херсона российской армией, оккупация аэродрома в Чернобаевке.

## Издания
- 2 августа 2022 года, в День ВДВ в России, на портале Gulagu.net был опубликован оригинальный файл книги «ZOV 56», в этот же день автор книги Павел Филатьев дал большое развернутое интервью Владимиру Осечкину и публично заявил о передаче всех прав на книгу проекту Gulagu.net. Через несколько дней видео с большим интервью Павла Филатьева было заблокировано на портале YouTube[8][9][10].
- После публикации оригинального файла «ZOV 56» на портале Gulagu.net, книга была опубликована и продолжает публиковаться на множестве порталов в Интернете, в том числе озвучена и опубликована в виде аудиокниги[1][11].
- 6 августа 2022 года автор книги Павел Филатьев подтвердил своё решение передать все авторские права на книгу проекту Gulagu.net и ассоциаци New dissidents foundation и после прилёта во Францию, в начале сентября, спустя месяц, подкрепил эти слова подписями в договоре[12].
- 30 сентября 2022 года крупное издательство Albin Michel заявило, что им запланировано издание книги «ZOV 56» со стартом продаж 16 ноября, средства от продаж будут поступать на счета ассоциации New dissidents foundation[13].
- В ноябре 2022 вышла книга в переводе на эстонский язык[14].

## Критика
- В опубликованном на портале Gulagu.net, в спешном порядке, оригинальном файле и в первых интернет-публикациях книги присутствуют некоторые технические недочеты, такие как отсутствие профессиональной редактуры и корректуры текста, грамматические и синтаксические ошибки, что вызвало неоднозначную реакцию и, в некоторых случаях, критику на российских интернет-форумах[15][16].

На книгу Филатьева обратила внимание в том числе и международная пресса:
- Британская The Guardian указала в своей статье: «До сих пор не было более детального, добровольного рассказа от русского солдата, принимавшего участие во вторжении на Украину»[17].
- Французская Le Monde охарактеризовала книгу как «141 страницу гнева»[18].
- Швейцарская Neue Zürcher Zeitung назвала книгу «страшным рассказом о пережитом»[19].

В интервью шведскому журналисту Филатьев сказал, что ряд задержанных им и его сослуживцами украинцев в последующем были убиты. Так как об этом не рассказывалось прежде, в том числе в книге, это было воспринято как сокрытие информации о причастности к совершённым военным преступлениям.